# Plusidia cheiranthi
Plusidia cheiranthi ist ein Schmetterling (Nachtfalter) aus der Familie der Eulenfalter (Noctuidae).

## Beschreibung

### Falter
Die Flügelspannweite der Falter beträgt 32 bis 36 Millimeter. Die Vorderflügeloberseite hat eine hellbraune Grundfarbe, von der sich eine sehr dünne, kurze dunkle Strichelung abhebt. Zuweilen ist eine schwach rosafarbene Überstäubung erkennbar. Arttypisch sind die schokoladenbraunen Felder am Apex sowie in der Basalregion. Nieren- und Ringmakel sind sehr fein dunkel umrandet, wobei die Ringmakel angenähert die Form der Zahl 8 zeigt. Metallisch schimmernde Zeichnungselemente fehlen. Das Mittelfeld ist leicht verdunkelt. Die dunkelbraune äußere Querlinie ist beidseitig hell eingefasst und verläuft in einem Bogen in Richtung Apex, wo sie vor dem schokoladenbraunen Apexfeld scharf abknickt und am Vorderrand endet. Die Hinterflügeloberseite ist zeichnungslos hellbraun bis graubraun gefärbt.

### Raupe
Ausgewachsene Raupen haben eine grüne Farbe. Auf den Brustsegmenten verlaufen weiße Rücken- und Nebenrückenlinien sowie Seitenstreifen. Vom vierten Segment an sind an den Seiten breite weiße Schrägstriche vorhanden. Die weißen Stigmen sind schwarz umrandet. Auf dem vierten bis elften Segment befinden sich kleine Höcker.

### Puppe
Die Puppe ist grünlich und auf dem Rücken braun.

## Verbreitung und Lebensraum
Plusidia cheiranthi kommt nur an wenigen Plätzen in Süd- und Osteuropa vor. In Kleinasien sowie ostwärts durch den Süden Sibiriens bis zum Pazifischen Ozean ist sie weit verbreitet. Hauptlebensraum der Art sind Steppengebiete sowie warme, trockene Hänge.

## Lebensweise
Die Falter bilden eine Generation pro Jahr, die von Juni bis August anzutreffen ist. Sie besuchen nachts künstliche Lichtquellen. Die Raupen ernähren sich von Wiesenrauten- (Thalictrum)  und Akeleienarten (Aquilegia). Auch Goldlack (Erysimum cheiri) wird als Nahrungspflanze genannt, der früher unter dem Namen Cheiranthus cheiri geführt wurde. Von diesem älteren Gattungsnamen leitet sich auch das Epitheton der Art ab. Die Art überwintert als Ei.